# Cyclura collei
Cyclura collei là một loài thằn lằn trong họ Họ Cự đà (Iguanidae). Loài này được Gray mô tả khoa học đầu tiên năm 1845.

## Hình ảnh

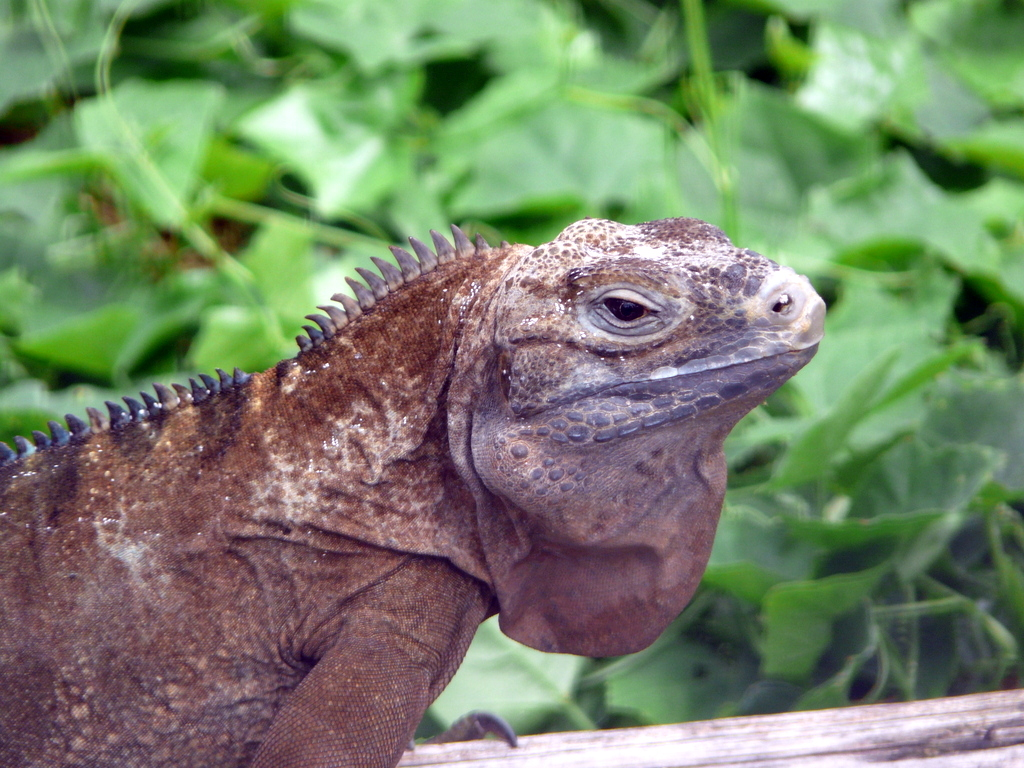
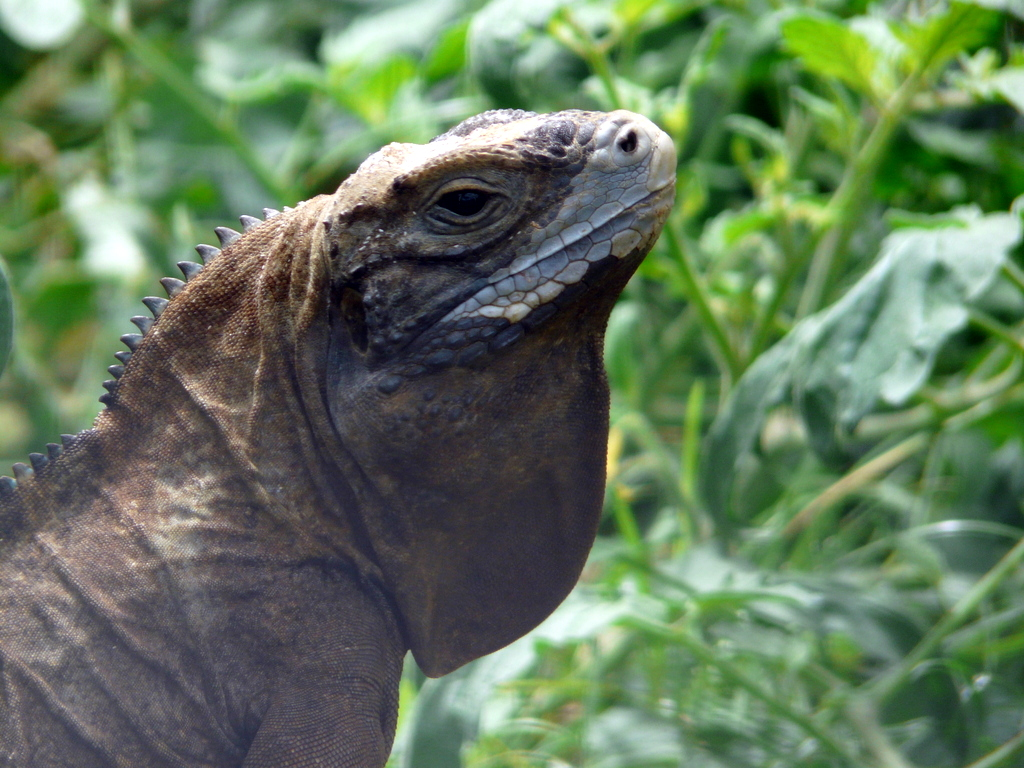
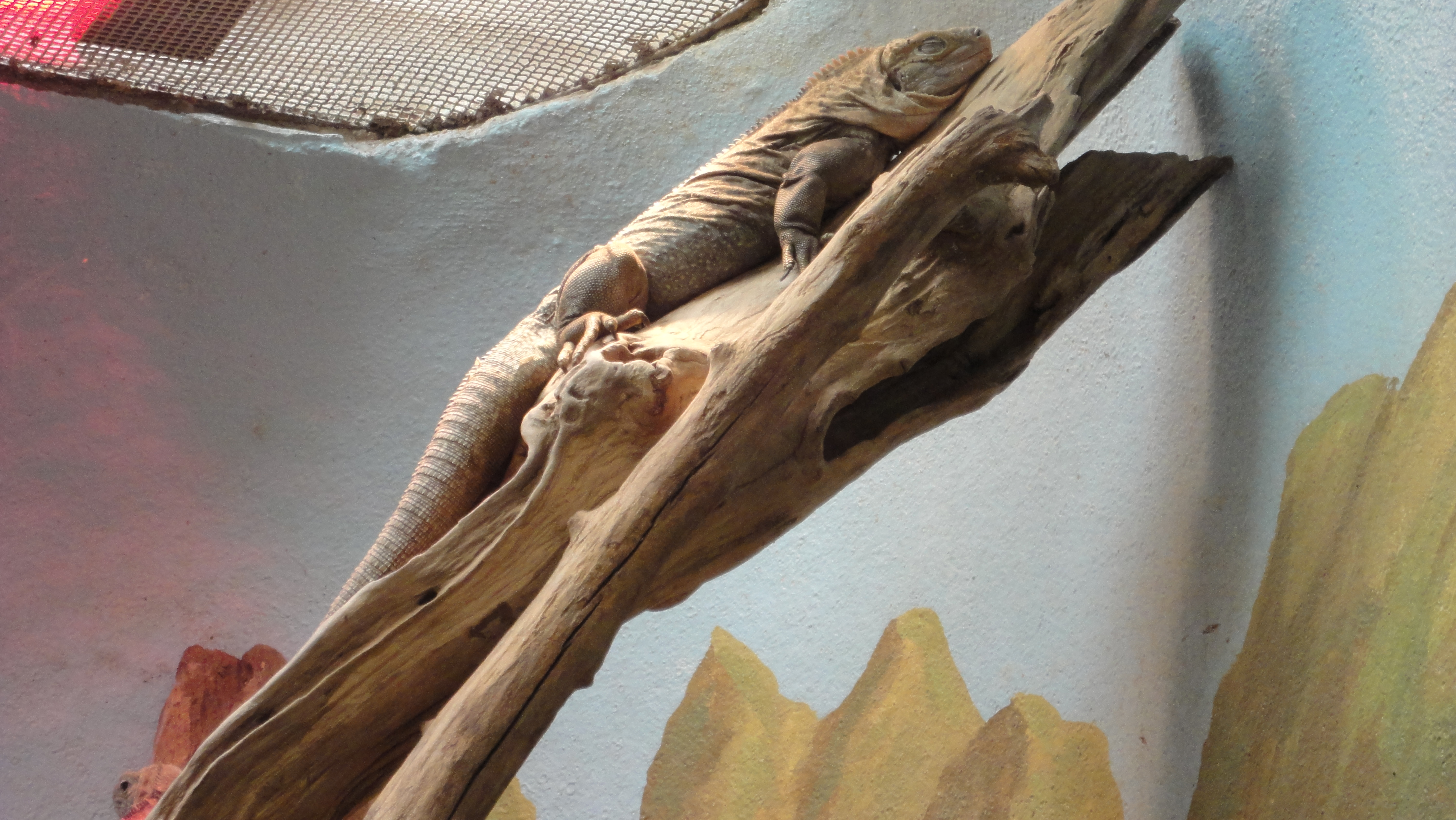